# Ummidia okefenokee
Espèce
Ummidia okefenokee est une espèce d'araignées mygalomorphes de la famille des Halonoproctidae.

## Distribution
Cette espèce est endémique des États-Unis. Elle se rencontre en Géorgie et en Floride.

## Description
La carapace du mâle holotype mesure 5,26 mm de long sur 4,86 mm.

## Étymologie
Son nom d'espèce lui a été donné en référence au lieu de sa découverte, les marais d'Okefenokee.

## Publication originale
- Godwin & Bond, 2021 : « Taxonomic revision of the New World members of the trapdoor spider genus Ummidia Thorell (Araneae, Mygalomorphae, Halonoproctidae). » ZooKeys, no 1027, p. 1-65 (texte intégral).